# Joachim Stockmann
Joachim Stockmann (* 21. Februar 1592 in Rostock; † 6. Juni 1653 ebenda) war ein deutscher Mediziner und Hochschullehrer.

## Leben
Joachim Stockmann war ein Sohn des Rostocker Professors Erasmus Stockmann (1544–1608) und dessen Ehefrau Elisabeth, Tochter des Mediziners Gerhard Nennius. Er studierte in Rostock, Leipzig und Marburg. In Rostock wurde er 1615 Magister und 1619 Doktor der Medizin. 1622 wurde er zum Professor der Physik und 1640 zum (rätlichen) Professor der Medizin und Rostocker Stadtphysicus ernannt. Stockmann wurde fünfmal zum Rektor der Universität gewählt.

## Familie
Joachim Stockmann war verheiratet mit Mette Krandonck († 1627) und hatte mit ihr eine Tochter, die später den Professor Joachim Schnobel heiratete. 1632 heiratete Stockmann in zweiter Ehe die Tochter Anna (1608–1669) des Professors Paul Tarnow. Deren einziger Sohn war der spätere Mediziner Paul Joachim Stockmann, der 1666 Anna Margaretha, eine Tochter des Theologen August Varenius, heiratete.